# Nordfriesischer Verein
Der Nordfriesische Verein ist ein Kulturverband der friesischen Volksgruppe im Kreis Nordfriesland in Schleswig-Holstein. 
Der Nordfriesische Verein entstand in der Kaiserzeit unter dem Namen „Nordfriesischer Verein für Heimatkunde und Heimatliebe“. Insbesondere im Umfeld der Volksabstimmung in Schleswig und dem deutsch-dänischen Gegensatz der Folgezeit trat der Verein als Vereinigung jener Nordfriesen auf, die die nordfriesische Sprache und Kultur unter dem Dach des Deutschen sahen und die Friesen als deutschen Stamm verstanden. Dadurch unterschieden sie sich von den Nordfriesen, die die friesische Kultur als eigenständig betrachteten und die historische Verbindung mit Dänemark betonten. Nachdem Nordfriesland 1920 bei Deutschland verblieben war, gründeten diese 1923 den Friesisch-schleswigschen Verein, der eine Anerkennung der Friesen als nationale Minderheit anstrebte. Der Gegensatz zwischen diesen beiden Vereinen wirkt bis heute fort, spielt jedoch nur noch eine untergeordnete Rolle. 
Der Nordfriesische Verein besteht bereits seit dem 13. August 1902 und ist in mehrere Ortsvereine gegliedert. Ein Schwerpunkt des Vereins ist die Brauchtumspflege. Bereits im Gründungsjahr gab der Verein das erste Nordfriesische Jahrbuch heraus. Seit 1965 wird das Nordfriesische Jahrbuch gemeinsam mit dem Nordfriisk Instituut herausgegeben.
Wie die meisten Nordfriesen und begünstigt durch die nationaldeutsche Position im deutsch-dänischen Konflikt stand der Nordfriesische Verein der völkischen Ideologie der Nationalsozialisten zunächst positiv gegenüber. Gegen die drohende Gleichschaltung regte sich jedoch Widerstand und nachdem der Verein schließlich unter dem Namen „Heimatbund Nordfriesland“ in die NS-Kulturgemeinde integriert und zu einer nationalsozialistischen Institution geworden war, traten die meisten einflussreichen Mitglieder aus. Nach dem Zweiten Weltkrieg konnte der Verein neu gegründet werden.
Zusammen mit der Friisk Foriining und Vertretern des „Vereins Nordfriesisches Institut“, der Landschaft Eiderstedt, der Gemeinde Helgoland und des Öömrang Ferian ist der Nordfriesische Verein in der Sektion Nord des Friesenrats organisiert.